# The Beekeeper (film)
The Beekeeper è un film del 2024 diretto da David Ayer.

## Trama
L'insegnante in pensione Eloise Parker vive da sola nella sua casa di campagna, ma ha un inquilino a cui affitta la sua stalla, Adam Clay, il quale vive una vita tranquilla come apicoltore. Un giorno Eloise rimane vittima di una truffa di phishing, che la manda in bancarotta rubando tutto il denaro presente sui suoi conti bancari, fra cui oltre 2 milioni di dollari da un fondo di beneficenza per bambini che gestisce. Devastata, la donna si suicida. Adam scopre il suo corpo e viene immediatamente arrestato dall'agente dell'FBI Verona Parker, la figlia di Eloise. Dopo essere stato scagionato e rilasciato, Adam viene a sapere dalla donna che il gruppo che ha derubato sua madre è da tempo sul radar dell'FBI, ma è difficile da rintracciare. In cerca di giustizia per Eloise, Adam contatta i Beekeepers, una misteriosa organizzazione segreta, per trovare i truffatori responsabili. Ricevuto l'indirizzo dei truffatori, si reca presso il call center che funge da copertura, gestito da Mickey Garnett; una volta arrivato lì mette fuori gioco le guardie, scaccia i dipendenti e fa saltare in aria l'edificio. 
Mickey informa il suo capo, Derek Danforth, che gli ordina di uccidere Adam, ma quest'ultimo uccide gli scagnozzi di Garnett e recide le dita della mano destra di Mickey con una sega a nastro. Dopo aver seguito Mickey, Adam lo uccide e minaccia al telefono Danforth, il quale informa l'ex direttore della CIA Wallace Westwyld, che attualmente gestisce la sicurezza per la Danforth Enterprises su richiesta della madre di Derek, Jessica, neo presidente degli Stati Uniti. Conscio del pericolo rappresentato da un Beekeeper, Wallace contatta l'attuale direttore della CIA Harward nella speranza di fermare Adam: quest'ultima contatta i Beekeepers, scoprendo che Clay si è ritirato dall'organizzazione. Dopo che una Beekeeper, Anisette, cerca invano di ucciderlo, i Beekeepers dichiarano la loro neutralità: Verona e il suo partner, Matt Wiley, anticipano che Adam sferrerà un assalto al Nine Star United Center di Boston, il luogo che supervisiona tutti i call center truffa globali di Derek. Dopo aver informato il vicedirettore dell'FBI Prigg che Adam è un Beekeeper, ricevono tutto il supporto che chiedono.
Wallace coordina un gruppo di ex membri delle forze speciali, rivelando loro che i Beekeepers sono un'organizzazione scelta di agenti operativi incaricata di correggere le anomalie e i pericoli presenti all'interno della società americana, agendo in completa autonomia e seguendo unicamente il proprio giudizio, operando al di sopra e oltre la giurisdizione governativa. Se un Beekeeper identifica qualcosa o qualcuno che mette in pericolo la sicurezza dell'Alveare (termine con cui i Beekeepers identificano la società), non si ferma davanti a nulla pur di eliminare completamente la minaccia. Per avere la possibilità di fermare Adam, Wallace ordina al gruppo di proteggere l'interno del Nine Star Building, mentre l'FBI posiziona la propria squadra SWAT attorno al perimetro. Tuttavia, il rifiuto di Danforth di evacuare i dipendenti consente ad Adam di infiltrarsi nell'edificio. Dopo aver spazzato via il gruppo di ex forze speciali di Wallace, Adam procede a interrogare il manager Rico Anzalone, che rivela che Danforth è il suo capo. Verona informa Prigg che Derek gestisce entrambe le società, le quali sfruttavano per la truffa un algoritmo sviluppato da diverse agenzie governative inclusa la CIA, e che Clay tenterà di uccidere Derek e forse anche la madre Jessica (infatti Verona, leggendo il libro sugli apicoltori di Clay, ha scoperto che secondo le gerarchie dell'alveare, i fuchi possono ribellarsi ed uccidere le loro regine se esse non mettono al mondo una prole decente).
Nella villa della Presidente, Wallace assume un gruppo di mercenari, tra cui Lazarus, che ha perso una gamba durante un precedente incontro con un Beekeeper. Adam si infiltra nella villa, mentre Jessica apprende da Prigg la verità sulle truffe del figlio, che ha rubato milioni di dollari a persone innocenti per finanziare la campagna elettorale della madre; la donna decide dunque che quando Adam si avvicinerà, dirà a lui e al mondo la verità sull'uso del programma da parte di Derek, ma questi si infuria ed uccide Prigg, per poi prendere sua madre in ostaggio. Adam si fa strada combattendo verso l'ufficio del presidente, uccidendo i mercenari e anche Lazarus. Wallace parla con Clay per convincerlo a voltare le spalle all'ultimo momento, ma fallisce e Adam gli spezza le dita. Adam alla fine raggiunge l'ufficio di Jessica, dove viene raggiunto da Verona, Matt e dal resto degli agenti dell'FBI. Mentre Verona cerca di dissuadere Adam dall'uccidere Jessica e Derek, Danforth tenta di uccidere sua madre, ma Adam gli spara per primo e scappa attraverso una finestra vicina e sulla spiaggia. Nonostante Verona abbia la possibilità di fermarlo, decide di non sparare ad Adam, che fugge con l'aiuto dell'attrezzatura subacquea che aveva nascosto precedentemente sulla spiaggia.

## Produzione
Le riprese del film, iniziate nel settembre 2022 nel Regno Unito, sono terminate nel dicembre dello stesso anno.
Il budget del film è stato di 34 milioni di dollari.

## Promozione
Il primo trailer del film è stato diffuso il 4 ottobre 2023.

## Distribuzione
Il film è stato distribuito nelle sale cinematografiche italiane a partire dall'11 gennaio 2024 e in quelle statunitensi dal giorno seguente.

### Divieti
Negli Stati Uniti il film è stato vietato ai minori di 17 anni non accompagnati da adulti per la presenza di "forte violenza, linguaggio scurrile, riferimenti sessuali e uso di droghe".

## Accoglienza

### Incassi
The Beekeeper ha incassato 66220535 $ in Nordamerica e 86500000 $ nel resto del mondo, per un totale di 152720535 $.

### Critica
Sull'aggregatore Rotten Tomatoes il film riceve il 71% delle recensioni professionali positive con un voto medio di 5,9 su 10 basato su 184 critiche, mentre su Metacritic ottiene un punteggio di 53 su 100 basato su 36 critiche.

## Riconoscimenti
- 2024 - National Film Awards[10]
  - Candidatura per il miglior attore a Jason Statham
  - Candidatura per il miglior film